# Volo Aviastar 7503
Il volo Aviastar 7503 era un collegamento regionale da Masamba a Makassar, in Indonesia. Il 2 ottobre 2015, il de Havilland Canada DHC-6 Twin Otter che serviva la rotta scomparve con 10 persone a bordo vicino a Palopo pochi minuti dopo il decollo. L'aereo non inviò alcuna richiesta di soccorso.
Dopo un'estesa operazione di ricerca, tre giorni dopo l'aereo venne trovato distrutto e venne confermato che tutti i 10 a bordo erano morti. È il peggior incidente di Aviastar Mandiri.
Il Comitato nazionale per la sicurezza dei trasporti ha pubblicato la relazione finale nel gennaio 2017 concludendo che l'incidente era stato causato da un errore del pilota. Gli investigatori scoprirono chei piloti avevano deciso di deviare dalla rotta designata per "prendere una scorciatoia", riducendo così il tempo di viaggio dell'aereo. Tuttavia, così facendo, l'aereo avrebbe dovuto superare le montagne a metà del percorso. Questo non sarebbe accaduto se fossero rimasti sulla pista designata, che era vicina alla costa. Il rapporto rilevò anche l'assenza di avviso del sistema di segnalazione di prossimità al suolo (EGPWS).

## Passeggeri ed equipaggio
A bordo dell'aereo c'erano solo indonesiani: sette adulti, un bambino e due neonati. Tra i passeggeri c'erano il responsabile dell'aeroporto di Seko, nel nord di Luwu, e cinque dipendenti dell'aeroporto di Andi Djemma. A bordo c'era anche una famiglia.
Il pilota e il copilota, come comunicato da Aviastar, erano:
- il comandante Iri Afriadi, con 2 900 ore di esperienza di volo;
- il primo ufficiale Yudhistira Febby, con 4 350 ore di esperienza di volo.

## L'incidente
L'aereo decollò dall'aeroporto di Masamba alle 14:25 WITA (06:25 UTC) con 2 membri dell'equipaggio e 8 passeggeri a bordo. L'atterraggio a Makassar era previsto un'ora dopo, alle 15:25, ma undici minuti dopo il decollo l'aereo perse il contatto con la torre di controllo. In quel momento l'aereo si trovava a un'altitudine di 8 000 piedi (2 400 m). Secondo i resoconti locali, le condizioni meteorologiche erano eccellenti, con una visibilità superiore a 100 km e venti a 5 nodi. La rotta scelta per questo volo era "molto sicura" e non c'erano montagne o grandi colline nel percorso. Anche le comunicazioni tra gli equipaggi e i controllori di volo erano giudicate molto buone. Il carburante a bordo era sufficiente per il volo e, secondo Aviastar, l'aereo era in ottime condizioni. Ciò è stato confermato dalle prove del KNKT (Comitato nazionale per la sicurezza dei trasporti).

## Ricerca e soccorso
Subito dopo l'incidente, l'Agenzia nazionale indonesiana di ricerca e soccorso (BASARNAS) allestì un centro di crisi a Makassar. Inviò nell'area 100 persone per la ricerca e il soccorso. Il primo giorno di ricerca avvenne a piedi. In quel momento l'aereo non era ancora stato localizzato.
Il secondo giorno, il personale di ricerca e soccorso di Masamba e Makassar perlustrò la stessa area con un elicottero e tre aerei di Aviastar. L'area venne ampliata, da Palopo e le aree circostanti fino alla costa di Luwu. L'aereo venne infine localizzato grazie a un segnale cellulare, che era impostato in modalità aereo. Le operazioni di ricerca furono ostacolate dalle cattive condizioni meteorologiche della zona. All'inizio del crepuscolo, alcune persone riferirono che l'aereo era stato trovato nella zona di Sidrap.
Nel secondo giorno delle operazioni di ricerca, BASARNAS aveva inviato circa 125 persone con l'assistenza delle Forze Armate Nazionali. Il capo del BASARNAS, Bambang Soelistyo, dichiarò in una conferenza stampa che il suo personale, insieme alle Forze Armate Nazionali e ad altro personale di Luwu, aveva perlustrato quattro aree principali, nella reggenza di Luwu, nella reggenza di Luwu Nord e nella reggenza di Palopo.
Il quarto giorno, l'area di ricerca venne ufficialmente allargata al mare. Nel pomeriggio, alle 15:55 WITA, alcuni membri della BASARNAS e della polizia indonesiana trovarono dei detriti sul monte Rantemario. Il BASARNAS confermò che i detriti appartenevano all'aereo scomparso. Le foto scattate mostravano che il relitto dell'aereo stava bruciando anche giorni dopo la scomparsa. Al momento del ritrovamento, nell'area vennero trovati tre corpi carbonizzati. Nessuno era sopravvissuto.
Il 6 ottobre furono recuperate le scatole nere, trovate in buone condizioni. I corpi furono portati in un ospedale militare di Makassar. Il Presidente Joko Widodo assistette al recupero. Erano presenti 22 persone del DVI per contribuire all'identificazione delle vittime.
Il National Transportation Safety Committee dichiarò che il relitto dell'aereo non era stato localizzato per giorni perché l'antenna dell'ELT (Emergency Locator Transmitter) si era staccata durante l'impatto con il terreno. L'osservazione del luogo dell'incidente rivelò che l'aereo aveva colpito diverse cime degli alberi. Questi tipici tagli netti erano stati causati da un impatto ad alta velocità; erano anche livellati, a indicare che l'aereo era in volo rettilineo e livellato.

## Le indagini

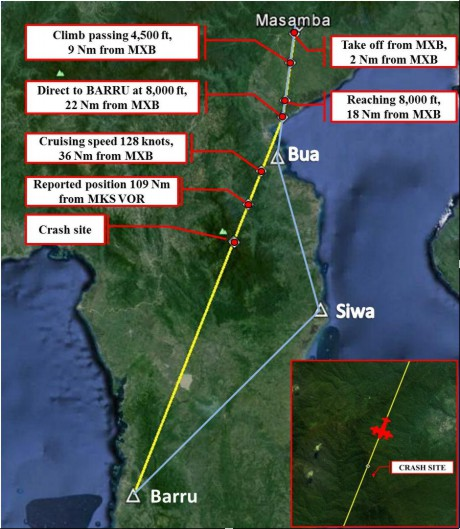
La rotta corretta (in azzurro) e la rotta seguita dai piloti (in giallo).

Quando gli investigatori arrivarono sul luogo dell'incidente, sospettarono che l'aereo avesse rimbalzato due volte prima di esplodere e bruciare. Secondo i rapporti, il velivolo aveva colpito un albero sul lato opposto della montagna, poiché nella zona erano stati trovati rami spezzati. Aveva poi preso fuoco e si era schiantato contro la cima della montagna. Gli investigatori ricrearono la cronologia del ritrovamento dei rottami e spiegarono come l'aereo si era schiantato con le riprese dei droni.
Il 21 gennaio 2016 venne pubblicato un rapporto d'indagine preliminare. Alle 06:37 UTC, i piloti avevano deciso di volare direttamente su Barru, poiché uno di loro lo aveva già fatto. Pochi secondi dopo, il comandante in seconda aveva suggerito di ritardare il volo diretto per un po'. C'era una parziale formazione di nubi. Alle 06:51 UTC, il comandante aveva detto di voler salire, poi il CVR aveva registrato i suoni dell'impatto e aveva interrotto la registrazione. L'aereo aveva impattato contro gli alberi e si era schiantato a 7 734 piedi (2 357 m).
Gli investigatori ricostruirono la rotta di volo designata e la confrontarono con quella seguita dall'equipaggio del volo 7503. Emerse che il pilota aveva deviato dalla rotta originale. La rotta prevista era da Point Bua a Siwa e poi a Barru, ma dopo aver raggiunto Point Bua l'equipaggio aveva deciso di volare direttamente su Barru. La rotta che l'equipaggio aveva seguito era montuosa (altezza del terreno tra i 9 600 piedi (2 900 m) e gli 11 000 piedi (3 400 m)), mentre la rotta designata era vicina alla costa, senza altezze significative. I dati meteorologici sul luogo dell'incidente rivelarono la presenza di nuvole sulla "scorciatoia", che avrebbe limitato la visibilità. Con un terreno montuoso e una visibilità limitata, questo avrebbe messo in pericolo il volo.
Gli investigatori si concentrarono sul motivo per cui i piloti avevano deciso di volare direttamente verso Barru invece che verso Siwa, prenendo in considerazione la consapevolezza situazionale e il processo decisionale per volare direttamente a Barru. Emerse che uno dei membri dell'equipaggio aveva fatto la stessa cosa in precedenza e che durante il volo precedente non si era verificato alcun incidente. Questo potrebbe aver indotto uno dei membri dell'equipaggio a fidarsi di colui che l'aveva già fatto in passato per tagliare la rotta e fare un volo diretto e più breve. Durante il volo verso Barru, né il pilota né il copilota discussero delle condizioni meteorologiche che si prospettavano. L'assenza di discussioni in merito significava che i piloti non avevano considerato adeguatamente le implicazioni operative del volo diretto, con conseguente perdita di consapevolezza situazionale.